# Hatesphere
Gli Hatesphere sono una band death-thrash metal originaria di Aarhus in Danimarca. La band fu formata nel 1998 dal chitarrista Peter “Pepe” Hansen.

## Storia del gruppo
Prima di approdare all'attuale denominazione hanno suonato prima come Cauterized e poi come Necrosis. Scoperti dall'italiana Scarlet Records, il loro album d'esordio omonimo è uscito nel 2001, seguito l'anno successivo da Bloodred Hatred.
Nel 2004 è stata la volta del terzo e ultimo album con l'etichetta italiana prima di passare alla ben più nota Spv / Steamhammer: Ballet of the Brute. Con l'etichetta tedesca hanno pubblicato altri due album: The Sickness Within (2005) e Serpent Smiles and Killer Eyes (2007).
Il 2007 è un anno turbolento, se ne vanno in sequenza il batterista Gyldenøhr, il bassista Mikael Ehlert e il cantante Jacob Bredahl per problemi personali, la band, rinnovata per quattro quinti, è costretta quindi ad annullare il tour europeo di supporto a Dimmu Borgir ed Amon Amarth.
Nel Novembre del 2008 agli Antfarm Studios registrano il loro ultimo lavoro: To the Nines. L'album fu registrato, mixato e mastrizzato in meno di un mese dal produttore Tue Madsen (Earth Crisis, The Haunted, Heaven Shall Burn).
Nel febbraio 2010 il cantante Jonathan "Joller" Albrechtsen lascia gli Hatesphere, al che la band annuncia che verrà rimpiazzato da Morten "Kruge" Madsen per il tour nordamericano tra febbraio e marzo insieme ai The Black Dahlia Murder, Obscura e Augury. 
L'8 marzo 2022, viene annunciato l'ingresso in pianta stabile del nuovo cantante Mathias Uldall.

## Formazione

### Formazione attuale

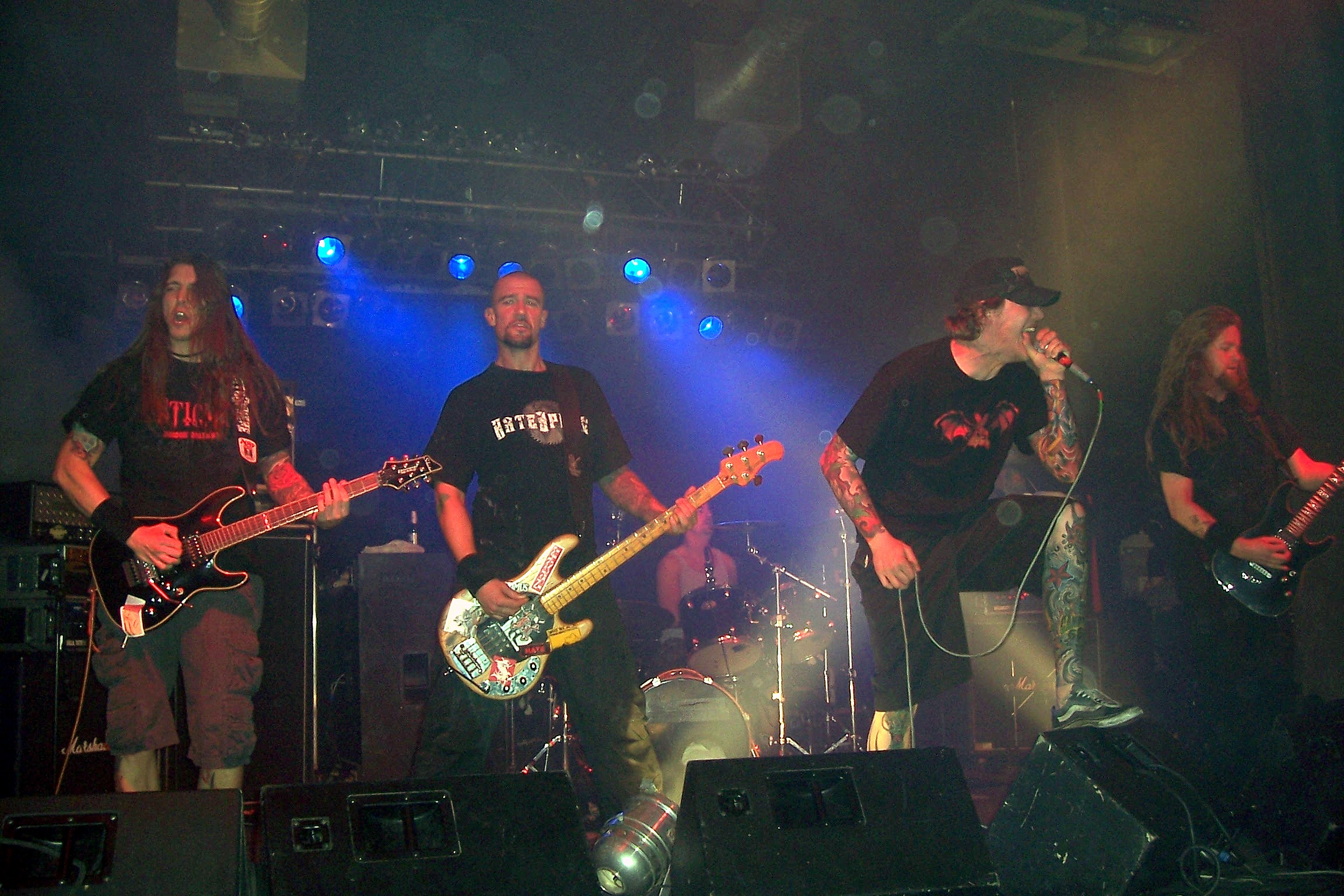
Gli Hatesphere in concerto a Berlino nel 2005

- Peter Lyse Hansen (Pepe) - chitarra (2000-presente)
- Jimmy Nedergaard - basso (2011-presente)
- Mike Park Nielsen - batteria (2009-presente)
- Mathias Uldall - voce (2022-presente)

### Ex componenti
- Esben Hansen (Esse) - voce (2010-2020)
- Jakob Nyholm - chitarra (2007-2016)
- Jonathan Albrechtsen (Joller) - voce (2007–2010)
- Mixen Lindberg - basso (2007-2010)
- Dennis Buhl - batteria (2007–2009)
- Anders Gyldenøhr (Andy Gold) - batteria (2003–2007)
- Henrik Bastrup Jacobsen (Heinz) - chitarra (2003–2007)
- Mikael Ehlert Hansen - basso (2000-2007)
- Jacob Bredahl (Dr. J) - voce (1998–2007)
- Niels Peter Siegfredsen (Ziggy) - chitarra (1998–2003)
- Morten Toft Hansen - batteria (2000–2003)
- Jesper Moesgaard - batteria (2000-2001)

### Ex turnisti
- Michael Olsson - voce (2020-2022)
- Kasper Kirkegaard - chitarra (2015-2016)
- Nikolaj Poulsen - basso (2013)
- Mikael Ehlert Hansen - basso (2010-2011)
- Morten Madsen (Kruge) - voce (2010)
- Heinrich Jacobsen (Heinz) - chitarra (2008)
- Morten Løwe Sørensen - batteria (2005)

## Discografia

### Album in studio
- 2001 – Hatesphere
- 2002 – Bloodred Hatred
- 2004 – Ballet of the Brute
- 2005 – The Sickness Within
- 2007 – Serpent Smiles and Killer Eyes
- 2009 – To the Nines
- 2011 – The Great Bludgeoning
- 2013 – Murderlust
- 2015 – New Hell
- 2018 – Reduced to Flesh

### Demo
(con il nome Necrosis)
- 1995 – Condemned Future
- 1997 – Disconnected
- 1998 – Spring '98

### EP
- 2003 – Something Old, Something New, Something Borrowed and Something Black
- 2005 – The Killing
- 2018 – Kapitalismen

### Split
- 2013 – Versus (con i Remnants of the Fallen)

### Brani presenti su compilation
- "Deathtrip" su Deliver Us from Evil (Scarlet Records, 2004)
- "Vermin" su Off Road Tracks Vol. 81 (Metal Hammer, 2004)
- "Sickness Within" su Off Road Tracks Vol. 96 (Metal Hammer, 2005) e Maximum Metal Show Vol. 100 (Metal Hammer, 2006)
- "Murderous Intent" su Le Sampler RockHard N°41 (Rock Hard, 2005)
- "Heaven is Ready to Fall" su SPV Presents (Metal Hammer, 2006)
- "Forever War" su Maximum Metal Vol. 115 (Metal Hammer, 2007)
- "Only The Strongest… (live)" su Deliver Us From Evil (DVD) (Scarlet Records, 2007)
- "Cloaked in Shit" su Fear Candy 66 (Terrorizer Magazine, 2009), Dynamit Vol. 65 (Rock Hard, 2009) e Le Sampler RockHard #86 (Rock Hard, 2009)
- "To the Nines" su Maximum Metal Vol. 138 (Metal Hammer, 2009)
- "The Killer" su Le Sampler RockHard 113 (Rock Hard, 2011)
- "Murderlust" su Lauschangriff Volume 023 (Rock Hard, 2013)
- "Ruled by Domination" su Free Label Sampler 2018 (Scarlet Records, 2018)